# دستور باكستان

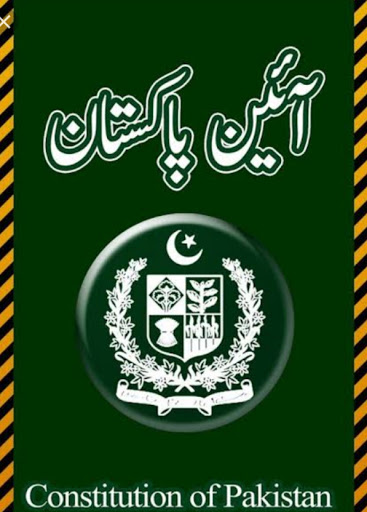
دستور باكستان

دستور جمهورية باكستان الإسلامية (بالأردية: آئین پاکستان)، والمعروف أيضًا بدستور عام 1973، هو القانون الأعلى في باكستان. صاغته حكومة ذو الفقار علي بوتو، بمساعدة إضافية من أحزاب المعارضة في الدولة، وافق البرلمان عليه في 10 أبريل وأقر به في 14 أغسطس 1973.
يعتزم الدستور توجيه قانون باكستان وثقافتها السياسية ونظامها. يحدد الدستور الدولة (وجودها المادي وحدودها)، والشعب وحقوقه الأساسية، والقوانين والأوامر الدستورية، والهيكل الدستوري للمؤسسات والقوات المسلحة في البلاد وتأسيسها، ويحدد الهيكل الدستوري لهذه المؤسسات. تحدد الفصول الثلاثة الأولى القواعد والمهام والصلاحيات المنفصلة لسلطات الحكومة الثلاث: سلطة تشريعية مؤلفة من مجلسين؛ وسلطة تنفيذية بإدارة رئيس الوزراء بصفته رئيسًا تنفيذيًا؛ وسلطة قضائية اتحادية عليا برئاسة المحكمة العليا. يعين الدستور رئيس باكستان حاكمًا شرفيًا للدولة يمثل وحدة الدولة. تحدد المواد الست الأولى من الدستور النظام السياسي للدولة برلمانيًا فيدراليًا، والإسلام دينًا للدولة. يلخص الدستور أحكامًا تنص على امتثال النظام القانوني بالتعاليم الإسلامية الواردة في القرآن والسنة.
لا يمكن للبرلمان سن أي قوانين قد تكون مشينة أو مخالفة للدستور، ولكن يمكن تعديل الدستور نفسه بتصويت أغلبية ثلثي الأعضاء في كل من مجلسي البرلمان ذي المجلسين، وذلك خلافًا للوثائق القانونية السابقة لعامي 1956 و1962. عُدّل الدستور بمرور الوقت، إضافة إلى تعديل أحدث دوافع التطور والإصلاحات السياسية. على الرغم من إنفاذ الدستور في 1973، تحتفل باكستان باعتماده في 23 مارس -أي بالإصدار الأول في عام 1956- من كل عام بما يُعرف بيوم الجمهورية.

## المنشأ والخلفية التاريخية
في فبراير 1948، أعرب جناح في حديث إذاعي موجه إلى شعب باكستان عن آرائه بشأن دستور باكستان على النحو التالي:
لم تحدد الجمعية التأسيسية لباكستان الدستور الباكستاني بعد، ولا أعلم الصيغة النهائية للدستور، ولكنني على يقين من أنه سيكون من النوع الديمقراطي، وأن يجسد المبادئ الأساسية للإسلام. تنطبق هذه المبادئ اليوم على الحياة الفعلية كما كانت منذ 1300 عام. تعلمنا الديمقراطية من الإسلام ومثاليته. وعلّمنا المساواة بين البشر والعدالة والتنافس الشريف بين الجميع. نحن ورثة هذه التقاليد المجيدة، ونحن على اطلاع تام بمسؤولياتنا والتزاماتنا كواضعي دستور باكستان المقبل.
تأسست باكستان في عام 1947 كسيادة (مملكة مستقلة) تابعة للكومنولث البريطاني. ينطبق القول نفسه على الهند المستقلة. خلال الأعوام الأولى القليلة من وجودها، كان الملك البريطاني أيضًا رئيسًا لدولة باكستان، كما هو الحال في كندا وأستراليا، وغيرها من دول الكومنولث. قبل صياغة الدستور، أصدرت الجمعية التأسيسية قرار الأهداف، بناءً على إصرار علماء الدين وجمعية الإسلام، في مارس 1949 بتحديد المبادئ التوجيهية الأساسية للدولة الجديدة وإعلان اعتراف الدولة بسيادة الله على الكون. أكد قرار الأهداف على دور الديمقراطية وتضمن أحكامًا دينية لتمكين المجتمع من الالتزام بتعاليم القرآن والسنة. أُدرج قرار الاهداف منذ ذلك الحين كديباجة في كل دستور من دساتير باكستان اللاحقة.
أصبحت الدولة جمهورية عندما اعتُمد أول دستور لها في عام 1956 ولكنه أُلغي في عام 1958 بعد قيام انقلاب عسكري. اعتُمد الدستور الثاني لباكستان في عام 1962. منح الدستور الرئيس صلاحيات السلطة التنفيذية وألغى منصب رئيس الوزراء. أضفى أيضًا الطابع المؤسسي على التدخل العسكري في السياسة بالنص على أن يكون الرئيس أو وزير الدفاع شخصًا خدم في الجيش برتبة لا تقل عن ملازم لمدة عشرين عامًا. في عام 1969، عُلّق العمل بالدستور الصادر عام 1962 وأُلغي في 1972.
كان دستور عام 1973 أول دستور في باكستان يصيغه نواب منتخبون. خلافًا لدستور عام 1962، ومنح باكستان تمثيلًا ديمقراطيًا تتركز فيه السلطة التنفيذية في منصب رئيس الوزراء، بينما اقتصر عمل حاكم الدولة الرسمي –الرئيس–على التصرف بمشورة رئيس الوزراء.
ينص الدستور على امتثال القوانين بالتعاليم الإسلامية المنصوص عليها في القرآن والسنة. أنشأ دستور عام 1973 مؤسسات معينة مثل محكمة الشريعة ومجلس الفكر الإسلامي لتوجيه تفسير تعاليم الإسلام وتطبيقها.
بعد حدوث انقلاب آخر في عام 1977، توقف العمل بالدستور إلى أن جرى «إصلاحه» في عام 1985، مع نقل الصلاحيات من البرلمان ورئيس الوزراء إلى الرئيس ضمن التعديل (الثامن). استمر تعديل آخر (السابع عشر) في عام 2004 على مبدأ نقل الصلاحيات، ولكن في عام 2010، قلل التعديل الثامن عشر صلاحيات الرئيس، فعمل على إعادة الحكومة إلى جمهورية برلمانية.

### التشريع السابق كمصدر
كانت حركة الاستقلال الناجحة سببًا في تأسيس دولة باكستان، المستقلة عن الراج البريطاني في عام 1947. قسمت الإمبراطورية البريطانية الراج إلى قسمين، الهند وباكستان.
كان لأحكام قانون حكومة الهند عام 1935 أثر كبير على باكستان وكانت الوثيقة القانونية الأساسية في الدولة حتى عام 1956. في عام 1950، ألّف رئيس الوزراء، لياقت علي خان، الملحق الأول الذي كان من شأنه تمهيد الطريق لصياغة الدستور. بانتخاب لياقت في عام 1947، وضعت الجمعية التأسيسية أول دستور لها في عام 1947 واعتمدته في عام 1956.[بحاجة لمصدر]

#### دستور عام 1956
حفّز تبني الدستور في الهند عام 1950 المشرعين الباكستانيين للعمل على دستورهم. عمل رئيس الوزراء محمد علي ومسؤولو حكومته مع أحزاب المعارضة في الدولة على صياغة دستور لباكستان.
اختُتم العمل المشترك بإصدار أول صيغة من الدستور في 23 مارس 1956 –وهو يوم الجمهورية الذي تحتفل به باكستان بتبني الدستور. ينص الدستور على نظام برلماني للحكومة مع هيئة تشريعية مؤلفة من برلمان بمجلس واحد. اعتمد الدستور باكستان رسميًا بوصفها «جمهورية إسلامية»، واستحدث مبدأ المساواة. من أبرز سمات الدستور:
- جمهورية باكستان الإسلامية[15] – لقبًا رسميًا معتمدًا للدولة.
- قرار الأهداف – والذي أُدرج كديباجة في الدستور.
- نظام الحكم – برلماني ويتولى رئيس الوزراء رئاسة الحكومة.
- هيئة تشريعية مؤلفة من مجلس واحد – مجلس واحد، وهو مجلس وطني يتألف من 300 عضو؛ 150 عضوًا من شرق وغرب باكستان.
- الرئيس – يُشترط أن يكون مسلمًا وهو حاكم شرفي للدولة. بإمكانه إعلان حالة الطوارئ في البلاد في حال وجود خطر داخلي أو خارجي يهددها.
- القانون الإسلامي – لا يُصدر أي قانون لا يتوافق مع تعاليم القرآن والسنة.
- السلطة القضائية المستقلة – تكون المحكمة العليا الباكستانية أعلى محكمة في باكستان – وهي مُحكّم نهائي في جميع القرارات.
- تشمل الحقوق الاساسية حرية التنقل، والتعبير، والعمل، والاعتقاد الديني، والحق في الحياة، والحرية، والملكية.
- اللغة – اعتُمدت اللغات الإنجليزية والأردية والبنغالية لغات وطنية.

بموجب الدستور، تولى إسكندر علي ميرزا الرئاسة إلا أن اضطلاعه المستمر في الشؤون الوطنية، خلافًا لتعاليم للدستور، أقال أربعة رؤساء وزراء منتخبين خلال عامين. تحت ضغوط شعبية، أيد ميرزا الانقلاب الذي وقع في عام 1958، وبالتالي عُلّق العمل بالدستور فعليًا. بعد ذلك بفترة وجيزة، أطاح الجنرال أيوب خان بميرزا ونصّب نفسه رئيسًا لباكستان.

#### دستور عام 1962
عيّن الجنرال أيوب خان لجنة دستورية برئاسة كبير القضاة، محمد شهاب الدين، لصياغة جزء آخر من الدستور. قدم أيوب خان اعتباراته في 6 مايو 1961، فعدل الصيغة الكاملة للدستور والتي اختلفت تمامًا عن التي أوصى بها رئيس القضاة محمد شهاب الدين. صدر الدستور في 8 يونيو 1962. تمثلت السمة الرئيسية لهذه الصيغة بإدخال النظام الرئاسي وزيادة الصلاحيات الموحدة للرئيس. لم يُجرى أي تغييرات أخرى لمعارضة وثيقة عام 1956. اتسم الدستور بما يلي:
- منح رئيس باكستان صلاحيات أوسع.[17]
- تعزيز مجلس الفكر الإسلامي.[17]